# Uwe Knüpfer

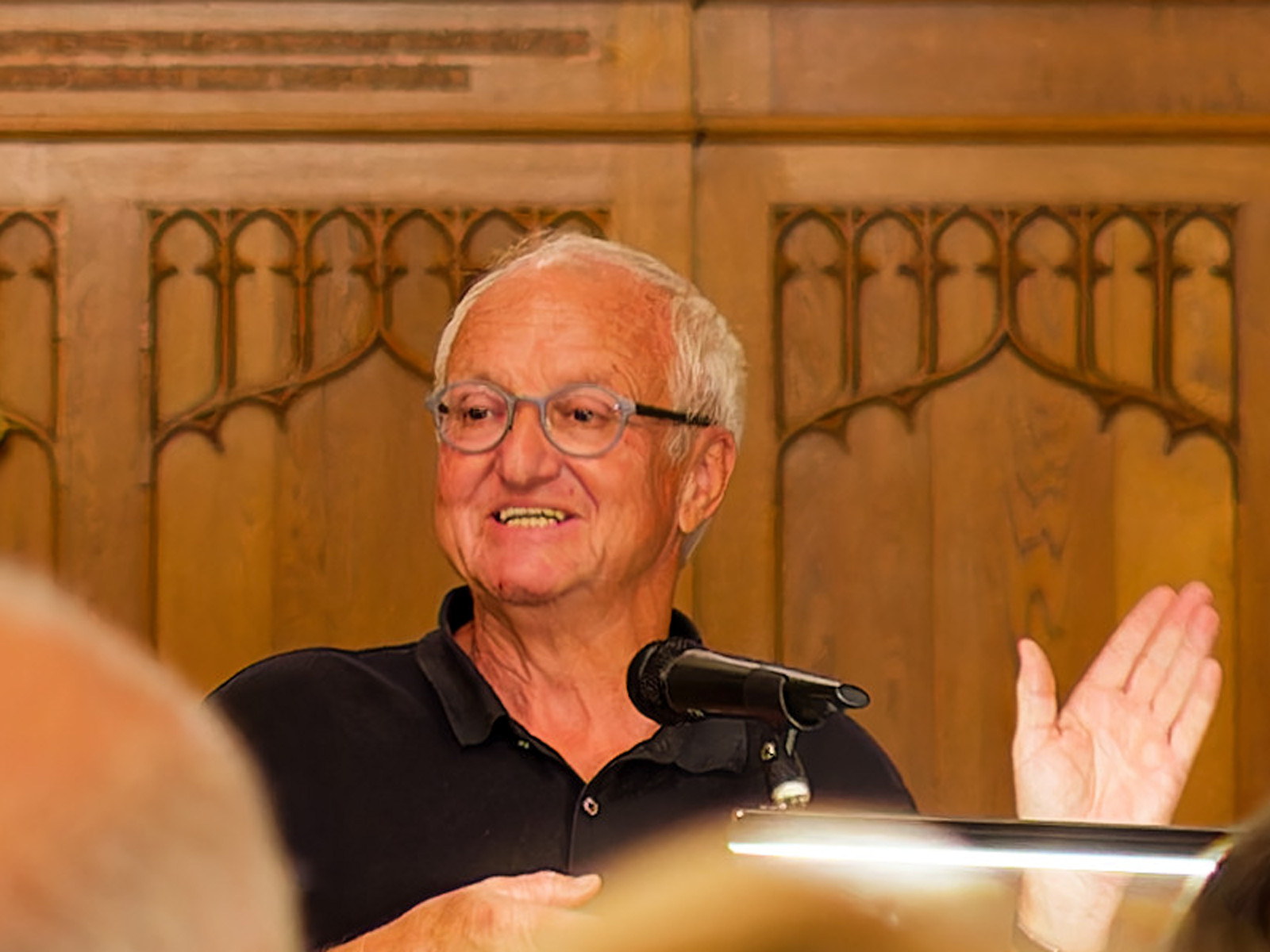
Uwe Knüpfer liest aus seiner Trilogie Emma

Uwe Knüpfer (* 24. Januar 1955 in Herne) ist ein deutscher Journalist und Buchautor. Er arbeitete unter anderem als Chefredakteur für die WAZ-Mediengruppe und für das sozialdemokratische Monatsblatt Vorwärts.

## Leben

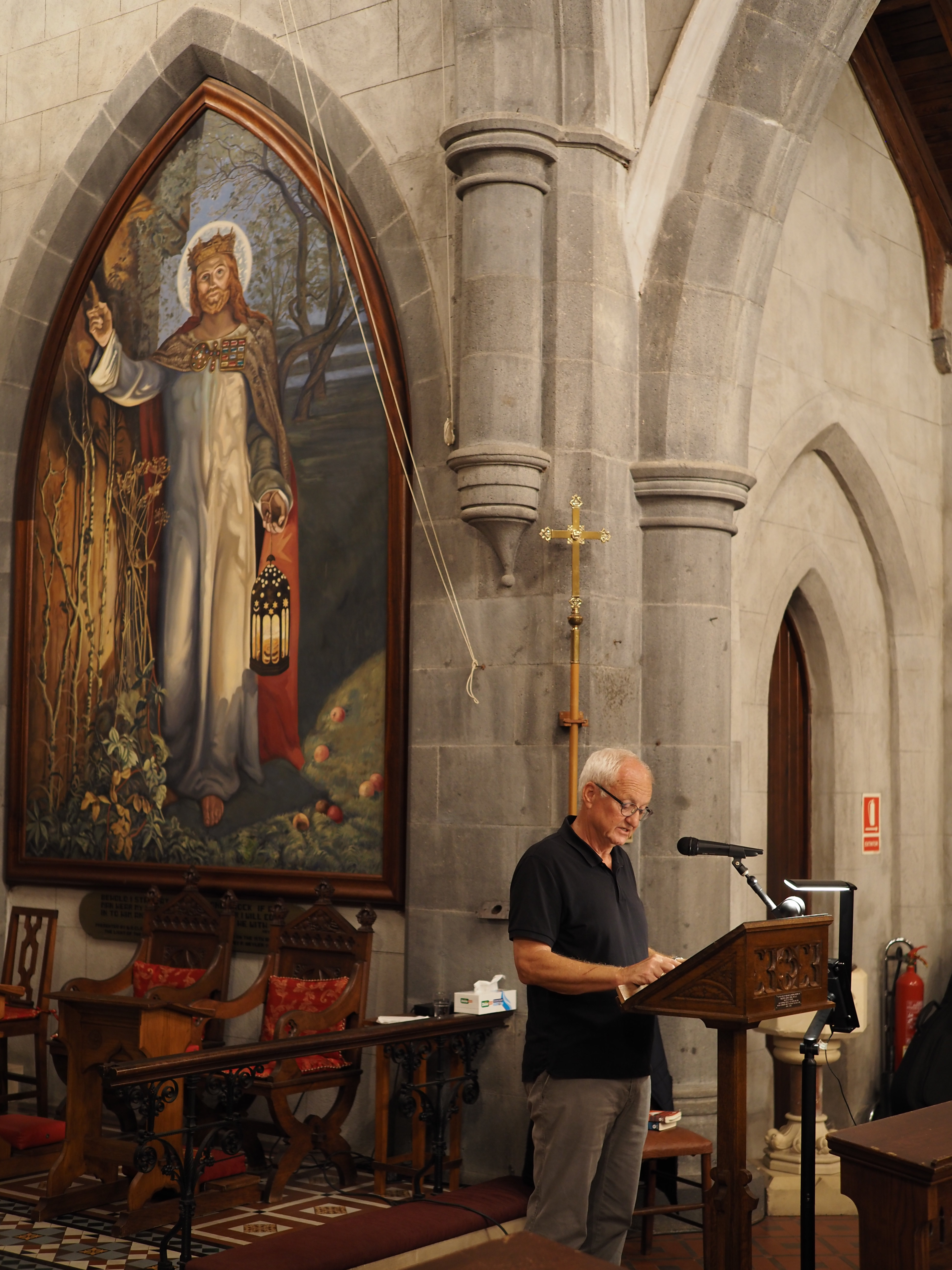
Uwe Knüpfer während der Lesung

Nach einem Zeitungsvolontariat bei der Westdeutschen Allgemeinen Zeitung (WAZ) arbeitete Uwe Knüpfer von 1984 bis 1990 als Reporter, Wissenschaftsredakteur und Pressesprecher (des Ministeriums für Wissenschaft und Forschung NRW). Von 1990 bis 1992 gehörte er dem Bonner Büro der WAZ an. Von 1992 bis 2000 berichtete er als Auslandskorrespondent mit Sitz in Washington, D.C. für eine Reihe deutscher und österreichischer Zeitungen über nordamerikanische Politik. In den Jahren 2000–2005 war Uwe Knüpfer Chefredakteur der WAZ. 2006 gründete er den LOZ Verlag mit Sitz zunächst in Essen, dann in Düsseldorf und gab von 2006 bis 2007 die Lokale Online-Zeitung onruhr heraus. onruhr war eine im pdf-Format gestaltete und allein über das Internet vertriebene Tageszeitung für das Ruhrgebiet. Ab dem 1. Oktober 2010 trat er seine neue Stellung als Chefredakteur beim Berliner Vorwärts-Verlag an und folgte damit Uwe-Karsten Heye.
Im Sommer 2012 bewarb er sich gegen Michelle Müntefering und Anke Hildenbrand um die Aufstellung als Kandidat für die Bundestagswahl 2013 im Wahlkreis Herne/Bochum II. Bei dem Unterbezirksparteitag in Herne am 11. September 2012 stimmten von den Delegierten 18 für Knüpfer, 85 für Müntefering und 53 für Hildenbrand. Zum Jahresende 2012 wurde er als Vorwärts-Chefredakteur von Karin Nink abgelöst. Er schrieb mehrere politische Bücher. Seit 2015 ist er der Chefredakteur der Schnecke, Fachzeitschrift der Deutsche Cochlea Implantat Gesellschaft. Weiterhin verfasste er bisher (2024) drei Teneriffa-Krimis unter dem Pseudonym Armand Amapolas.
Knüpfer ist verheiratet und hat zwei erwachsene Söhne.

## Schriften
- Wir im Westen. Wie wir wurden, was wir sind – Ein historischer Wegweiser nach Nordrhein-Westfalen Essen, Klartext-Verlag 2010
- Du bist das Volk. Anleitung zum Politiker-Sein in zwölf Ermunterungen, Mari-Media-Verlag 2015[7]